# Pahla

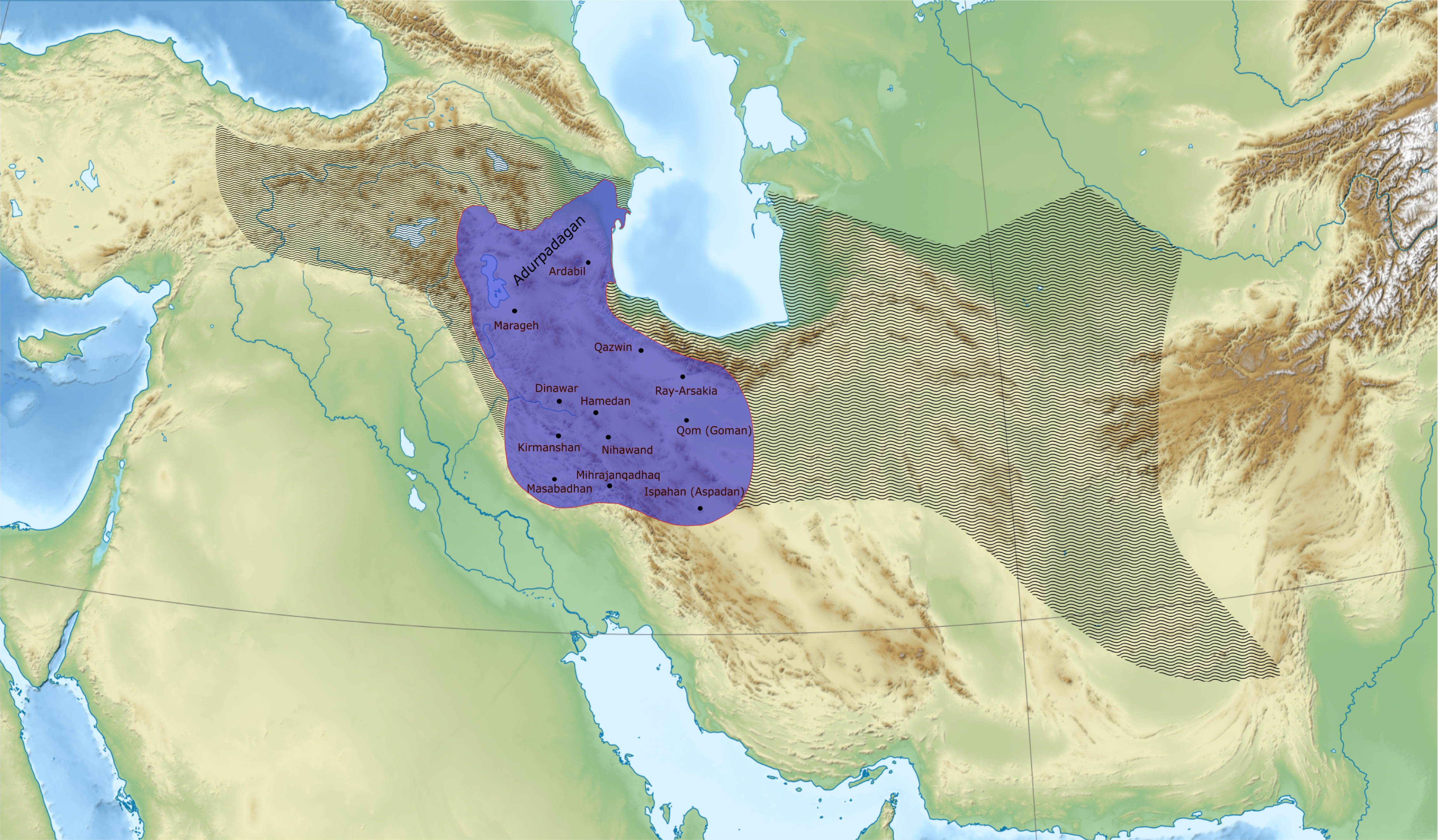
Pahla gemäß historischen Quellen (violett), eingebettet in das traditionell parthische Siedlungsgebiet (schattiert)

Pahla (arabisch und früh-neupersisch auch Fahla) oder Pahlaw bezeichnet eine spätantike und frühislamische Region im zentralen und westlichen Iran, die deckungsgleich ist mit Media Atropatene und Media Magna der frühen Antike.

## Name und Verwendung
Der Name Pahla stammt aus dem Terminus Pahlav/Pahlaw und damit wiederum von Parthav (altpersisch 𐎱𐎼𐎰𐎺 Parθava-; parthisch 𐭐𐭓𐭕𐭅 Parθaw; mittelpersisch 𐭯𐭫𐭮𐭥𐭡𐭥 Pahlaw). Wie aus verschiedenen achämenidischen Königsinschriften aus Persepolis, Naqsch-e Rostam und Susa belegt, war der Name ursprünglich identisch mit den Bezeichnungen für die Parther und Parthien. Die Herkunft des Wortes ist nicht endgültig geklärt.
Über die Jahrhunderte wandelte sich der Begriff vom Namen für die Provinz Parthava und dessen Bevölkerung nicht nur zu einem Namen für ein Volk und eine Kultur, sondern fand gleichermaßen Anwendung für das von diesem Volk besiedelte Gebiet. So wurde seit der Ansiedlung der Parther in und der Eingliederung von Adurpadegan und Medien selbstverständlich die migrierte resp. vermischte Bevölkerung, aber auch das Gebiet selbst als Pahla/Pahlaw bezeichnet.
Der Name Pahla als neuiranische Form blieb westlich gelegenen Völkern relativ unbekannt. Olshausen schreibt dazu:

„So war der Name der Parther in seiner neu-eranischen Form als Landesname von der alten Heimat des Volkes nach Westen vorgerückt. Den Völkern des Westens freilich blieb die Änderung der Namensform und die Verwendung desselben zur Bezeichnung Mediens, soviel wir wissen, unbekannt [...].“

Die Ausbreitung der parthischen Identität ist einhergehend mit einer starken Loyalität gegenüber der durch die parthische Herrschaft etablierten Ordnung:

„[...] alle die Funete, welche ihrer politischen oder militairischen Wichtigkeit halber Statthaltern und Befehlshabern parthischer Nationalität unterstellt waren, alle ihre festen Burgen, alle Standquartiere ihrer Krieger, als solche durch den Namen der Nation bezeichnet wurde. Jeder Punct dieser Art war gleichsam ein Parthicum, ein Parthien im Kleinen. Die Zahl derselben muss bei dem Umfange und der politischen Lage des Reichs nothwendig eine grosse gewesen sein [...]. Das sind jene Pahlav's, deren Name auch nach der Zeit der parthischen Herrschaft für die politisch und militairisch wichtigen Plätze unverändert im Gebrauch blieb.“

Die Verwendung von Pahla/Pahlaw als Zeugnis der Zugehörigkeit zu einer völkischen Entität oder einer verwalterischen Einheit ist dadurch belegt, dass der Name Pahla in verschiedenen Formen in allen Siedlungsgebieten der Parther wiederzufinden ist, etwa das Partav in Armenien, Parthougim, Pahlu im Zaza-Gebiet, Pahleh in Ilam, Barda in Azerbaijan oder Bahleh in Urmia. Doch auch die Benennung von Bezirken in Chuzistan, Spahan, Ray, Hamadan oder Chorasan als Pahla oder Pahlu zeugen von der parthischen Tradition, die als Zugehörigkeitsbezeugnis zur Verwaltungseinheit der Parther berichtet.
Weiter ging Pahla als militärischer oder legendenhafter Titel in den Sprachgebrauch vieler iranischer oder indoarischer und turkischer Sprachen als Pahlawan ein. Über die iranischen Epen und Mythen, wie auch Volkslegenden erhielt der ehemals politisch-kulturelle Titel, der für die ehrwürdigen historischen Pahlav-Krieger und -Statthalter benutzt wurde – wohl wiederum basierend auf den Taten eben dieser Pahlavs –, als Pahlawan in die Literatur Zugang. Während in der vorislamischen Zeit der Name Pahlawan womöglich eine Konnotation als Zugehöriger des parthischen Bündnisses von Dynasten, Statthaltern und Kriegern einnahm, entwickelte er sich als epische Erzählung über diese militaristischen Herren zu einem Synonym für „Held“ und zu einem Idealbild eines einsamen, mächtigen wandernden Kriegers. Die epischen Erzählungen im Schāhnāme über die Pahlawan, aber auch die Verwendung des Namens für spezifische Kampfkunstarten, wie die der Zurchaneh und Pehlwani, sowie der belutschischen wandernden Bardensänger namens Pahlawan – die in ihrer Form auffällig stark an die parthische Gosan-Kultur erinnert – sind die Überbleibsel einer stark verankerten parthischen Kultur.

## Geographische Lage
Für die Lokalisierung der Region Pahla werden die Schriften von verschiedenen Historikern und Zeitzeugen herangezogen. Obwohl die Verschiebung der Provinz Pahlaw's bereits seit der Sasanidenzeit bezeugt ist, geben uns islamische Historiker bis ins zwölfte Jahrhundert hinein ein genaueres Bild. Dabei wird ersichtlich, dass Pahla grundsätzlich das alte Medien bezeichnet:
- ad-Dīnawarī[14]: Dinawar, Hamadan, Kirmanshah, Masabadhan, Mihrajanqadhaq (Mihragankadag), Nihawand
- Biruni[15]: Ispahan, Rey und „den übrigen Ländern der Fahla“[16]
- al-Chwarizmi[14]: Aserbaidschan, Hamadan, Isfahan, Nihawand, Rey
- al-Masʿūdī[14]: Aserbaidschan, Dinawar, Hamadan, Masabadhan, Nihawand
- al-Muqaddasī[14]: Dinawar, Hamadan, Masabadhan, Mihrajanqadhaq, Nihawand
- Burhan-i Qati (persisches Wörterbuch vom 17. Jh.)[15]: Dinawar, Ispahan, Rey
- Hamzah al-Isfahani[14]: Aserbaidschan, Hamadan, Isfahan, Nihawand, Rey
- Ibn al-Faqih[14]: Dinawar, Hamadan, Kirmanshah, Masabadhan, Mihrajanqadhaq, Nihawand, Qom
- Ibn al-Muqaffa'[17][14]: Aserbaidschan, Hamadan, Isfahan, Nihawand, Rey
- Ibn Chordadhbeh[14]: Dinawar, Hamadan, Isfahan, Masabadhan, Mihrajanqadhaq, Nihawand, Qazvin, Rey
- Schîraweihi bin Schahrdâr (gem. Jâqût)[15]: Hamadan, Qarmisin, Masabadhan, Mah al-Bacra (Nihawand), Qumm
- Yāqūt ar-Rūmī[14]: Dinawar, Hamadan, Kirmanschah, Masabadhan, Mihrajanqadhaq, Nihawand, Qom

## Geschichte
Während das Hauptsiedlungsgebiet der Parther zunächst die Provinz Parthava war, hat sich mit den politischen und territorialen Gegebenheiten während der Arsakiden und später während der Sasaniden die demografische Lage des antiken Irans drastisch verändert. Seit den Arsakiden und der sukzessiven Eroberung westlicher Gebiete unter Mihrdāt I. und Mihrdāt II. wie auch der Verlagerung der Hauptadministration in den Westen ist die Ansiedlung von Parthern im Westiran bezeugt.
Die Ausdehnung des parthischen Volkes und der arsakidischen Dynastie nach Mesopotamien und in den Kaukasus bedingte eine vorherige Besiedlung angrenzender Gebiete, wozu vor allem Media Atropatene und Media Magna gehörten. Diese Westwanderung der Parther fiel so stark aus, dass in der Geschichtsschreibung und der Provinzbetitelung von einer regelrechten Westverlagerung der Provinz Pahlaw/Parthava die Sprache ist. Daher ist es bemerkenswert, dass in der Geschichte von zwei verschiedenen Provinzen namens Pahlaw/Parthava die Rede ist.
- Klassisch bezeugte östliche Provinz Parthava: Diese Provinz existierte seit den Achämeniden und war begrenzt durch Gorgan im Nordwesten, Khwarazm im Norden, Sogdien im Nordosten, Balch zum Osten, Herat im Südosten und Kirman im Süden[19]. Spätere sasanidische Quellen berichten nicht mehr von einer Provinz namens Parthava im Osten, sondern sprechen an deren Stelle neu von der Provinz Abarshahr, was übersetzt Stadt der Aparni bedeutet.[20][21] Womöglich war die ursprüngliche Provinz der Parther durch die politischen Ereignisse und das Angrenzen an die Dahae-skythischen Gebiete zu einem Siedlungsgebiet der Aparni geworden. Die Arsakiden selbst jedoch verloren nie ihren Bezug zu ihrer Ursprungsprovinz, was die Königsgräber in Parthau-Nisa resp. Mithradatkerd bezeugen.

- Pahla/Pahlaw in der Spätantike und frühislamischen Zeit: In der sasanidischen Zeit wird die Provinz Parthien neu in Zentraliran als Nachbarprovinz von Pars und Khuzistan verortet. Bekannterweise galt diese Region als die letzte Bastillon der Arsakiden. In den Inschriften Schapurs wird Parthien sogar in der Auflistung der Provinzen der zweite Platz zuteil, was von seiner Wichtigkeit für das übernommene Reich zeugt.[22] Von einer noch weiteren Westverschiebung Parthiens zeugen die Abnun-Inschriften, die von römischen Attacken gegen Pars und Parthien erzählen, wobei hier nicht von einer römischen Attacke gegen Ostiran zu rechnen ist[22]. Abschließend jedoch sind es Quellen aus islamischer Zeit, die uns ein klares Bild über die immense Ausbreitung der Parther während der Sasanidenzeit in den nordwestlichen Gebieten des Sasanidenreiches berichten. In ihrer größten Ausdehnung umfasst Pahla nämlich Tabriz und Ardabil im Norden, Masabadhan (Ilam) und Mihrajangadhaq im Südwesten, Spahan (Isfahan) im Südosten und Ray im Nordosten[20][23][24] oder unter Ausschließung von Ray und Spahan, einschließlich Qumis, Tabaristan, Chorasan, Sigistan, Kerman, Makran, Qazwin, Dailam und Talaqan.[25]

Ghodrat-Dizaji fasst die historische Verschiebung der Provinz folgendermaßen zusammen:

„Zusammenfassend lässt sich sagen, dass die Provinz Parthien im achämenidischen Zeitraum die nordöstlichen Teile des Iran umfasste. Es gibt jedoch Hinweise darauf, dass der Begriff im späten arsakidischen Zeitraum auf die zentralen und nordzentralen Regionen des Iran angewendet wurde. Quellen aus der frühen sassanidischen Periode zeigen jedoch eindeutig, dass Parthien in diesem Teil des iranischen Plateaus lag. Islamische Quellen enthüllen jedoch, dass Parthien im späten sassanidischen Zeitraum nun zusätzlich den westlichen Teil des Irans umfasste. Mit anderen Worten gab es von den Achaemeniden bis zu den Sasaniden eine Veränderung des Standorts von Parthien vom Nordosten in den Westen des Irans. Angesichts der oben genannten Beweise und Gründe kann daher geschlussfolgert werden, dass, wenn das Mittelparthische Merkmale der nordwestiranischen Sprachen aufweist, dies darauf zurückzuführen ist, dass die parthische Region während dieser Zeiten im nördlichen und westlichen Teil des iranischen Plateaus lag.“

Die Übereinstimmung von Pahla mit den medischen Provinzen ist einerseits auf die Identifizierung der Statthalter dieser Regionen mit den Parthern zurückzuführen. So bezeichneten sich die den parthischen Arsakiden unterworfenen resp. eingegliederten Regionen und Statthalter darauf als dem arsakidischen Königshaus untergeordnet und als Parther, was nebst der politischen Komponente ebenso eine identitär-kulturelle Komponente beherbergt und damit auch die Parthisch-Werdung westlicher Gebiete erklärt. Andererseits hat die Migration der früheren Parther in die Gegend maßgebend zur Ethnogenese der mittleren und späten Parther beigetragen, weshalb nebst der politischen Komponente eine starke völkisch-kulturelle Komponente von Historikern ausgemacht wird.
In Pahla war die Herrschaft nicht nur auf das parthische Haus der Arsakiden begrenzt. Moses von Choren zählt ebenso das Haus der Karen, der Suran und der Aspahbat (Ispahbad) als Teilherrscher von Pahla auf. Gemäß Tabari hatten die Kareniden ihren Sitz in Mah Nihavand, die Aspahbad (Ispahbad) in Ray und die Sureniden in Sigistan, wohingegen der letzte Arsakide Ardawan IV. das gesamte Dschibal (gemeint ist Medien) beherrschte.

## Sprache
Von den oben genannten Überlieferungen ist bezeugt, dass in der Region Pahla (fahla) ebenso eine gemeinsame Sprache namens fahlawi od. fahlavi vorherrschte:

„Die meisten muslimischen Historiker, die sich auf fahla bezogen, gaben auch an, dass in dieser Region fahlavi eine gebräuchliche Sprache war. Heutzutage finden sich noch einige alte Gedichte, die als fahlaviyat (فهلویات) bekannt sind, in islamischen Quellen. Die verfügbaren Beispiele stammen größtenteils aus den Gebieten, die als Teil von fahlav betrachtet wurden, wie Nihawand, Avroman, Ray, Isfahan und Qazvin. Laut neuen Studien zeigen die verfügbaren Gedichte in fahlavi die Merkmale mündlicher Literatur auf. So können wir sagen, dass die fahlavi-Gedichte die mündlichen Traditionen der parthischen Gosans und sasanidischen Barden fortsetzten und den Grundsätzen der mitteliranischen Prosodie folgten.“

Unter dem Begriff Fahlaviyat wird heute eine Sammlung von lyrischen Texten verstanden, welche aus der Region Pahla stammen. Diese weisen klare parthische Einflüsse, aber auch alt-azerische und Gorani-kurdische auf oder sind in den persischen Dialekten der erwähnten Regionen geschrieben, die einen stark nordwestiranischen Charakter aufweisen.
So ist das Fahlaviyat als eine Sammlung von Gedichten in der Fahlawi- oder Pahlawi-Sprache, wie auch als einziges Überbleibsel der parthischen Sprache oder parthischer Dialekte mit direkt übermitteltem Eigennamen zu verstehen. Deshalb bezeichnet das Pahlaviyat parthische Literaturwerke vom 9. bis ins 18. Jahrhundert aus der Region Pahla. Davon zeugen ebenso folgende Berichte, die nebst den oben genannten Historikern eine eigene Sprache namens Fahlawi od. Pahlawi als früh- bis mittel-islamischer Repräsentant der parthischen Sprache oder einer parthischen Sprachvariante suggerieren:
Für die Stadt Zandschan, die im Norden Pahlas liegt:

„Sie sprachen reines Pahlawi“

Für die Stadt Maraghae im Nordwesten Pahlas:

„Sie [...] sprachen ein arabisiertes Pahlawi“